# Поду-П'єтріш
Поду-П'єтріш (рум. Podu Pietriș) — село у повіті Васлуй в Румунії. Входить до складу комуни Чокань.
Село розташоване на відстані 229 км на північний схід від Бухареста, 46 км на південь від Васлуя, 102 км на південь від Ясс, 97 км на північний захід від Галаца.

## Населення
За даними перепису населення 2002 року у селі проживали 26 осіб, усі — румуни. Усі жителі села рідною мовою назвали румунську.